# Juli Tschersanowitsch Kim

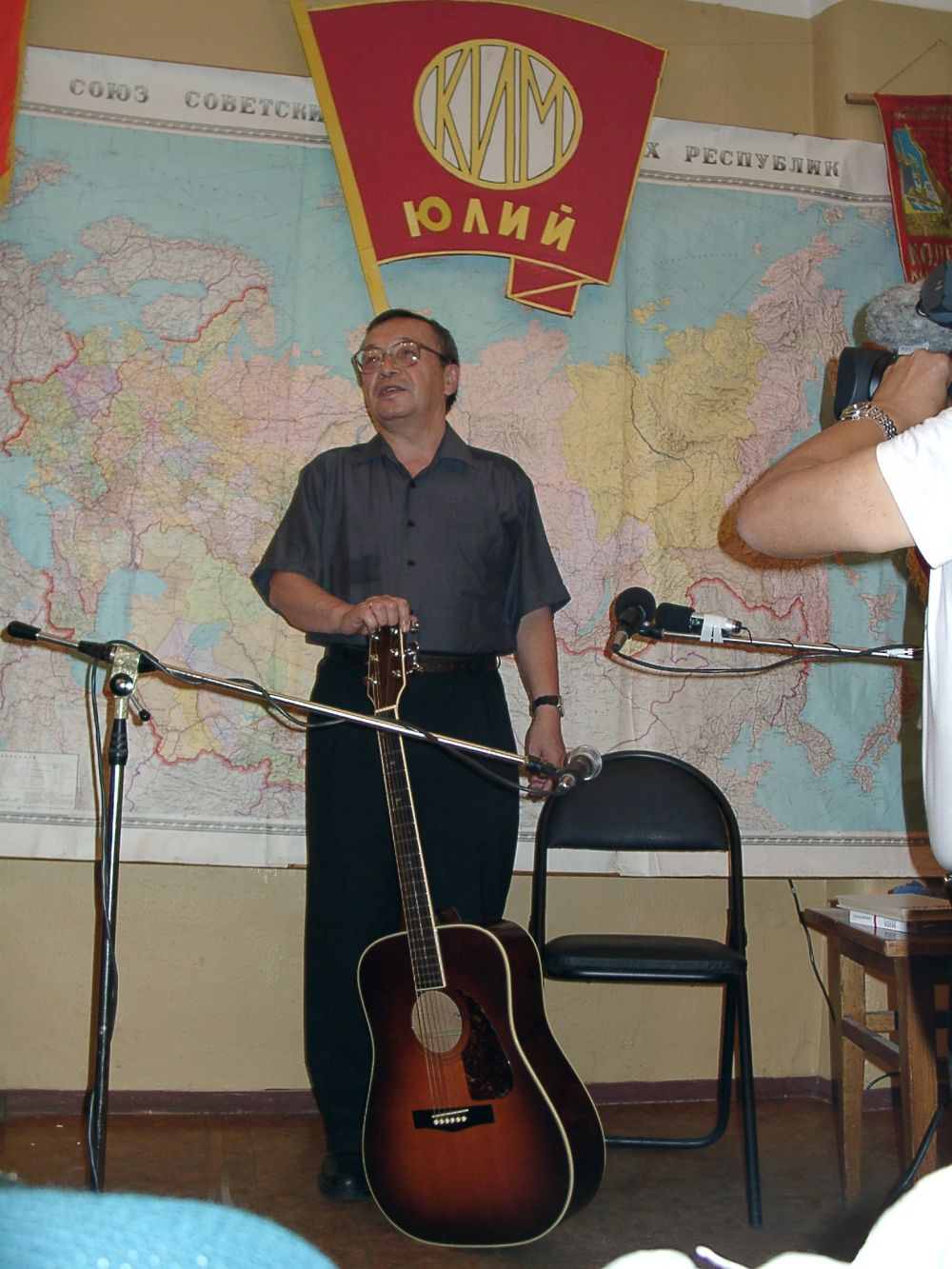
Juli Kim

Juli Tschersanowitsch Kim (russisch Юлий Черсанович Ким; 23. Dezember 1936 in Moskau) ist ein russischer Dichter, Komponist, Dramatiker, Drehbuchautor und Barde koreanischer Abstammung.

## Leben
Er wurde in der Familie des Koreaners Kim Cher San und der Russin Nina Walentinowna Wseswjatskaja geboren. Seine Eltern wurden 1937–1938 Opfer von Repressionen, der Vater wurde hingerichtet und die Mutter als „Verräterin des Vaterlandes“ zu fünf Jahren Lager und drei Jahren Exil verurteilt. Im Jahr 1958, während des Tauwetters, wurde sie rehabilitiert, hatte aber kein Recht, in Moskau zu wohnen, so dass die Familie in Malojaroslawez bei Kaluga lebte, und dann (seit 1951) – in Turkmenistan. Kim kehrte 1954 nach Moskau zurück und trat dem Moskauer Staatlichen Pädagogischen Institut bei.
Schon während des Studiums begann das Institut, Lieder über ihre Gedichte (ab 1956) zu schreiben und aufzuführen, wobei er sich auf einer siebensaitigen Gitarre mit einer speziellen „Zigeuner“-Linie begleitete. Seine ersten Konzerte fanden in Moskau in den frühen 1960er Jahren statt, der junge Autor stieg schnell zu den beliebtesten Barden Russlands.
Er graduierte an der historisch-philologischen Fakultät (1959), für die Verteilung von fünf Jahren arbeitete in Kamtschatka, dann mehrere Jahre in Moskau, lehrte Geschichte und Sozialwissenschaften. In diesen Jahren begann Juli Kim mit den Schülern von Autorenliedern mit den Intermedia- und Gesangsszenen zu schreiben und zu spielen, in denen alle Elemente des Musicals gespielt wurden.
Von 1965 bis 1968 wurde er einer der Aktivisten rechte Schutzbewegung. 1966 heiratete er Irina Petequal Anker (1948–1999) – die Enkelin des unterdrückten Kommandanten Y. E. Jakir. Der Vater Irene, eine prominente Menschenrechtsaktivistin und Dissidentin, wurde in 14 Jahren verhaftet. Erst in 32 Jahren wurde er der Freiheit überlassen.
1968 verließ Kim die Schule nie auf Wunsch einer Führung, die seine Teilnahme an der Rechtebewegung nicht verzeihte. Seitdem engagierte er sich beruflich für die Entstehung von Liedern und Theaterstücken für Theater und Kino. Lange Zeit wurden in den Credits von Filmen und Postern von Aufführungen unter dem Pseudonym „J. Michailow“ angegeben, da der Nachname „Kim“ für die Spitzenführung im Dissidenten Kramochky klang.
Die meisten Lieder von Juli Kim sind in ihrer eigenen Musik geschrieben, viele auch in gemeinsam mit Komponisten wie Gennadi Gladkow, Wladimir Daschkewitsch, Alexei Rybnikow.
1974 tritt Moskaus professionelle Dramatiker in die Arbeit an ihren eigenen Stücken ein.
1985 spielte er eine wichtige Rolle in den Aufführungen seines Stücks „Noah und seine Söhne“. Im selben Jahr weigerte sich er, den Alias zu verwenden und begann unter seinem eigenen Namen gedruckt zu werden. Auf der gleichen Bühne wurde die erste CD seiner Songs veröffentlicht – „RBA-Whale“.
Jetzt enthält Yulia Kimas Diskografie mehr als 20 Titel, Audio- und Videokassetten. Kimas Lieder wurden in alle Anthologien des Autors aufgenommen, sowie in viele Anthologien der modernen russischen Poesie, darunter „Stroffy Veka“ (Compiler Yevhen Yevtushenko, 1994).
Juli Kim ist Mitglied der UdSSR Filmmakers Union (1987), der Union of Writers (1991) und des PEN-Club (1997). Er besitzt etwa fünfhundert Songs (viele davon in Filmen und Performances), drei Dutzend Theaterstücke und ein Dutzend Bücher. Gewinner des „Zolotoy Ostap“ Preises (1998). Preisträger des russischen Staatspreises „Bulat Okudschawa“.
Seit 1998 lebt er in Jerusalem und Moskau. Mitglied der Redaktion des Jerusalem-Magazins. Zweimal im Jahr hält er die Präsentation Jerusalem-Magazins zusammen mit seinem Herausgeber, Dichter Igor Bylsky, und Igor Guberman.
In Israel komponierte er Lieder, die gemeinsam mit der Komponistin und Barde Marina Melamed verfasst wurden.